# Dona Estefânia
La Dona Estefânia era un corvetta a propulsione mista da 14 cannoni della Reale Marina portoghese, costruita in Portogallo nella seconda metà degli anni cinquanta del XIX secolo. Il suo nome deriva da quello della regina Stefania di Hohenzollern-Sigmaringen.

## Storia
L'unità fu varata nel 1959, assumendo il nome di Dona Estefânia in onore della regina consorte di Portogallo Stefania, moglie di re Pietro V. La corvetta dislocava 2.368 tonnellate, era lunga 61,72 m, larga 12,6, e pescava 4,88 m. L'apparato propulsivo era basato su tre alberi dotati di vele e una macchina motrice a bassa pressione erogante la potenza di 400 hp. La velocità massima era di 10 nodi. L'armamento era composto da 12 cannoni da 32 lb e due cannoni da 68 lb. L'equipaggio era composto da 180 uomini.
Nel 1866 ospitò una esposizione sul disarmo. Nel 1860 partecipò alla spedizione in Angola e nel 1862 entrò a far parte della Divisione Navale di Riserva. Nel 1898 divenne sede della Scuola di marina di Porto, sostituendo la corvetta Sagres. Nel 1908, mentre era all'ancora nella città di Porto, fu visitata da re Manuel II.
Nel 1909 affondò nei pressi del Forte São Francisco do Queijo, a nord del faro Felgueiras, durante una delle grandi piene del fiume Duero.